# عيسى بن الهيثم الصوفي
أبو موسى عيسى بن الهيثم الصوفي من كبار المعتزلة يخالفهم في أشياء ، وعنه أخذ ابن الراوندي الملحد ، وله تواليف ، توفي سنة خمس وأربعين ومائتين.